# Svobodni (Pávlovskaya)
Svobodni (en ruso: Свободный) es un posiólok del raión de Pávlovskaya del krai de Krasnodar, en Rusia. Está situado a orillas de un pequeño afluente por la derecha del río Sosyka, afluente del Yeya, 19 km al este de Pávlovskaya y 145 km al nordeste de Krasnodar, la capital del krai. Tenía 134 habitantes en 2010.
Pertenece al municipio Sévernoye.